# Ziya Songülen
Ziya Songülen (Istanbul, 1886 – Istanbul, 1936) è stato un dirigente sportivo ottomano.
Era il pronipote di Saliha Sultan, figlia del sultano ottomano Mahmud II e della consorte Aşubcan Kadın, e di suo marito Damat Gürcü Halil Rifat Pascià, tramite la loro figlia Ayşe Şıdıka Hanımsultan. 
Fu il fondatore e il primo presidente del grande club polisportivo turco Fenerbahçe SK, tra il 1907-1908. Ziya Songülen giocò anche come terzino destro per il club. Si diplomò al Lycée Saint-Joseph di Istanbul e comprò il terreno dove si trova l'attuale stadio Şükrü Saracoğlu (allora chiamato Papazın Çayırı) per 17 sultanini (monete d'oro ottomane).